# شريد المنازل
شريد المنازل هي الرواية الخامسة للروائي والناقد اللبناني جبّور الدويهي. صدرت الرواية لأوّل مرة عام 2010 عن دار النهار للنشر والتوزيع اللبنانية، ومن ثم صدرت عن دار الساقي اللندنية. ودخلت في القائمة النهائية «القصيرة» للجائزة العالمية للرواية العربية لعام 2012، المعروفة باسم «جائزة بوكر العربية».

## حول الرواية
يحاول الروائي اللبناني «جبّور الدويهي» في هذه الرواية تناول الحرب الأهلية اللبنانية والاقتراب منها على نحو هادئ وآمن، فشخصية روايته مزدوجة الانتماء، شخص حائر في تحديد هويته الطائفية، فهو مسلم بالولادة إلا أنه نشأ في بيت أسرة مسيحية منحته حبًا لا يقل عن ما منحته له عائلته بالولادة. لم يقع الكاتب في مطب الاستقطاب في رسم شخصياته، وهو ما تغري به الفظائع التي ارتكبت أثناء الحرب، بهذا مرت الرواية بشكل عابر على الممارسات ذات الطابع الطائفي إذ لم تقترب كثيرًا من ملامح الشخصيات التي قامت بالفعل لرصد انفعالاتها الداخلية ومشاعرها وهي تقوم به، وإضاءة خلفياتها، وما إذا كان سلوكها على الحواجز متجذرًا في تركيبها النفسي أم هو نتاج ظرف مركّز، عطل الكثير من الملامح الداخلية. بهذا كان اختيار الشخصية ذات الولاء المزدوج هو في حد ذاته موقف من التعقيدات المرتبطة بالنسيج الطائفي للمجتمع اللبناني، فهل أراد الكاتب التركيز على إمكانية التعايش العضوي ضمن الشخصية الواحدة (المجتمع) وهو تعايش قد يكون قلقا، غير مستقر أحيانًا، إلا أن الرواية صورت إمكانيته.